# 3D/Biela
La Cometa di Biela, formalmente, 3D/Biela, è una cometa periodica del Sistema solare, scoperta nel 1826 da Wilhelm von Biela, il cui ultimo avvistamento risale al 1852 ed è pertanto considerata una cometa perduta.
La cometa fu osservata nel 1772 da Charles Messier e nel 1805 da Jean-Louis Pons.  Comunque, fu solo Wilhelm von Biela che ne individuò l'orbita dopo il passaggio al perielio del 27 febbraio 1826. Von Biela individuò per la cometa che porta il suo nome un periodo orbitale di 6,6 anni. Nel 1826 erano note solo altre due comete periodiche, la Cometa di Halley e la Cometa Encke.
Durante il ritorno del 1846, fu osservato che la cometa si era frantumata in due pezzi. Nel 1852, i due componenti erano separati da una distanza di circa due milioni e mezzo di chilometri, mentre non vennero individuati negli anni 1859, 1865 e 1872, nei quali ne era previsto il ritorno. Il 27 novembre 1872, giorno in cui la Terra attraversava l'orbita della cometa, una intensa pioggia meteorica (circa 3.000 meteore per ora) investì il pianeta. Le Andromedidi, o Bielidi, che furono osservate successivamente per tutto il XIX secolo e che si sono via via affievolite fino a scomparire, sembrano indicare l'avvenuta distruzione della cometa.
Il 27 novembre 1885, durante una intensa pioggia di Andromedidi (15.000 meteore l'ora), cadde un meteorite ferroso a Mazapil, nel Messico settentrionale: si è dibattuto a lungo se potesse provenire o meno dalla cometa. Sebbene questa idea abbia incontrato un certo favore iniziale e sia stata utilizzata da alcuni studiosi per dedurre informazioni generali sulla natura delle comete, è caduta definitivamente in disgrazia negli anni cinquanta quando si è concluso che si è trattato essenzialmente di una coincidenza: dei dubbi sull'attribuzione cometaria del meteorite erano sorti già dal fatto che durante nessun'altra pioggia meteorica erano giunti a terra meteoriti. Sempre nei primi anni cinquanta iniziava a trovare conferme il modello cometario a palla di neve sporca proposto da Fred Whipple, secondo il quale i processi di differenziazione necessari per produrre un corpo ferroso non avvengono nelle comete.
La cometa 207P/NEAT potrebbe essere parte della Cometa di Biela, poiché segue un'orbita simile.